# Ancistrocerus caelestimontanus
Ancistrocerus caelestimontanus är en stekelart som beskrevs av Kostylev 1940. Ancistrocerus caelestimontanus ingår i släktet murargetingar, och familjen Eumenidae. Inga underarter finns listade i Catalogue of Life.